# RIM-116 Rolling Airframe Missile
RIM-116 RAM, SeaRAM (ang. Rolling Airframe Missile, pocisk z wirującym kadłubem) – rakietowy system bliskiego zasięgu przeznaczony do zwalczania pocisków przeciwokrętowych i samolotów. Został opracowany na początku lat osiemdziesiątych XX wieku przez amerykańską firmę General Dynamics i niemiecką RAM GmbH. Obecnie produkowany przez Raytheona.

## Historia
Prace nad systemem przeciwrakietowym  mającym uzupełnić artyleryjskie zestawy przeciwrakietowe Phalanx CIWS rozpoczęły się w 1976. Dostawy  pojedynczych próbnych pocisków RAM, wczesnej serii produkcyjnej rozpoczęły się we wrześniu 1981. Z powodu kłopotów finansowych prace nad systemem przedłużały się i dopiero w marcu 1987 amerykański sekretarz obrony Caspar Weinberger zatwierdził pocisk do produkcji seryjnej. W 1992 zamontowano pierwszą wyrzutnię na okręcie desantowym USS "Peleliu" (LHA 5). Najnowszą wersją systemu jest SeaRAM.

## Opis

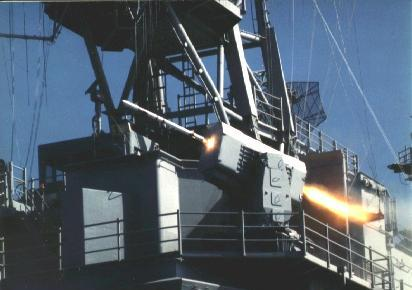
RIM-116 ćwiczenia strzeleckie

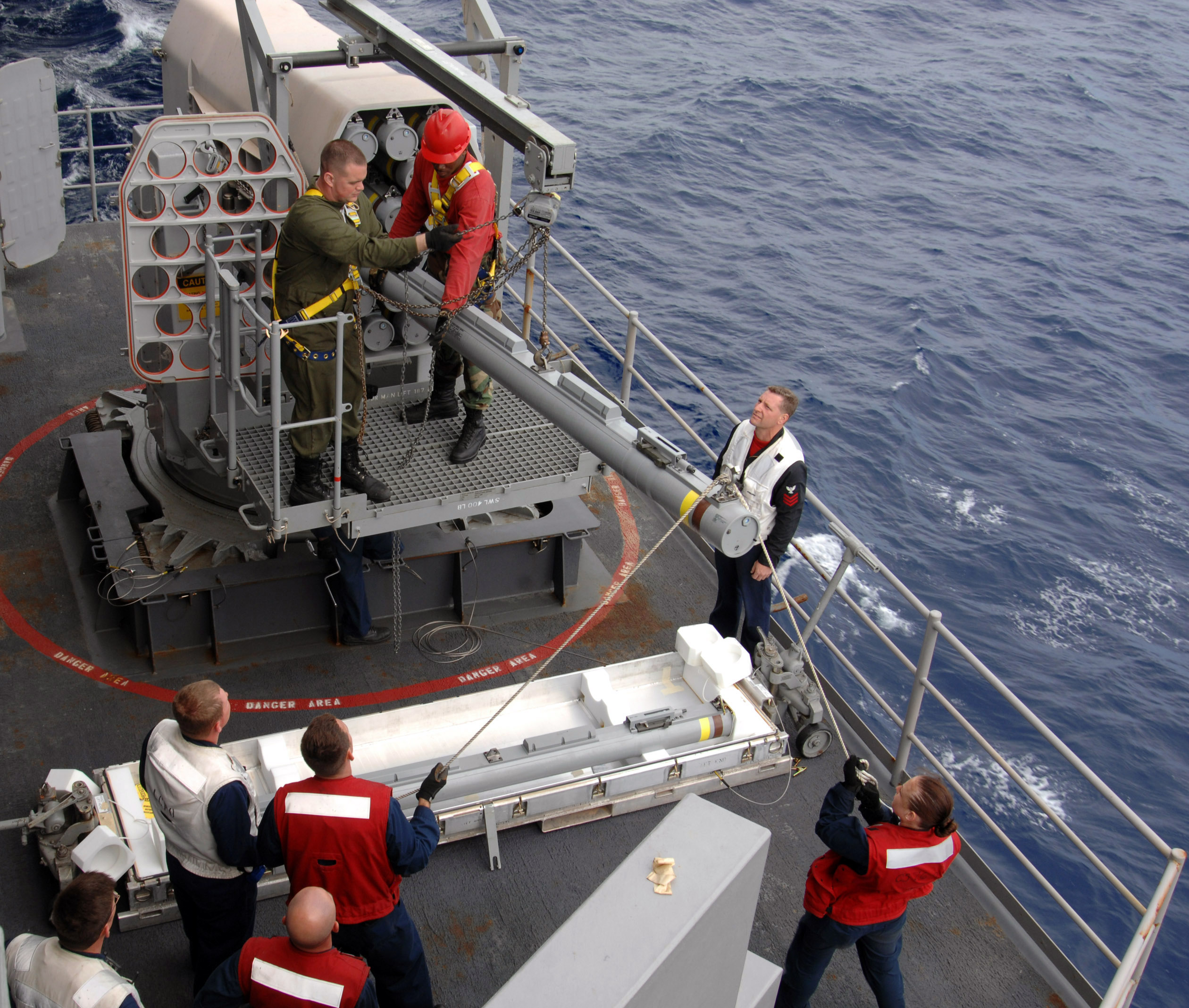
Marynarze ładują rakiety do wyrzutni okrętu typu Nimitz USS „Harry S. Truman” (CVN-75)

RAM to naprowadzany na podczerwień pocisk przeciwlotniczy przeznaczony głównie do zwalczania pocisków przeciwokrętowych. Charakterystyczną cechą RIM-116 jest to, że w celu stabilizacji podczas lotu wiruje on wokół własnej osi. Do jego konstrukcji wykorzystano elementy z pocisku powietrze-powietrze AIM-9 Sidewinder (silnik, głowica i zapalnik) i FIM-92 Stinger (detektor podczerwieni).

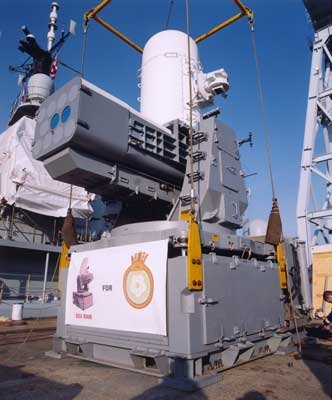
SeaRAM, u góry wyrzutni widoczny moduł namierzania celu

SeaRAM to najnowsza wersja systemu doposażona w urządzenia radarowe i optoelektroniczne. System SeaRAM jest samodzielny, bo autonomicznie wykrywa zagrożenia okrętu i je likwiduje.